# Toulon Saint-Cyr Var Handball
El Toulon Saint-Cyr Var Handball es un club de balonmano femenino de la ciudad francesa de Toulon. En la actualidad juega en la Liga de Francia de balonmano femenino.

## Palmarés
- Liga de Francia de balonmano femenino (1):
  - 2010
- Copa de Francia (2):
  - 2011, 2012

## Plantilla 2019-20
|  | Porteras - 16 Lea Serdarević - 88 Hélène Falcon Extremos izquierdos - 11 Aliénor Surmely - 17 Siraba Dembélé - 23 Eden Julien Extremos derechos - 18 Chloé Bulleux - 73 Lidija Cvijić Pivotes - 10 Hawa N'Diaye - 15 Laurisa Landre | Laterales izquierdos - 7 Jessy Kramer - 30 Mariam Eradze Centrales - 19 Laurene Catani - 24 Dounia Abdourahim Laterales derechos - 4 Marie-Paule Gnabouyou - 5 Charris Rozemalen |